# Celama streptographia
Celama streptographia är en fjärilsart som beskrevs av George Francis Hampson 1900. Celama streptographia ingår i släktet Celama och familjen trågspinnare. Inga underarter finns listade i Catalogue of Life.